# Gianfranco Dell'Innocenti
Gianfranco Dell'Innocenti (Viareggio, 16 novembre 1925 – Viareggio, 19 settembre 2012) è stato un calciatore e allenatore di calcio italiano.
È scomparso a Viareggio il 20 settembre 2012, all'età di 87 anni.

## Carriera
Mediano e terzino di grande vaglia nel panorama calcistico italiano dell'immediato dopoguerra. Cresce nella romana Alba Trastevere dove gioca in Serie C e successivamente in Serie B.
Passa nel 1947 alla Roma dove resta 4 anni e, dopo un difficile campionato, passa dapprima alla Lucchese (in prestito), e in seguito alla neopromossa SPAL nel 1952. Paolo Mazza fa di lui un implacabile terzino che farà coppia con Lucchi. A Ferrara Dell'Innocenti giocherà 68 partite venendo rilanciato nel panorama calcistico italiano.
Verrà a quel punto ceduto da Mazza all'Udinese nel 1954 e anche qui giocherà un campionato da titolare. Nel 1955 è al Bologna dove disputa un campionato incolore ma si riprenderà l'anno successivo al Lanerossi Vicenza dove disputa altri 3 campionati di Serie A per poi tornare nella sua Viareggio nel 1959 con i bianconeri locali in Serie D. Nel 1960 il Viareggio viene promosso in Serie C e quindi Dell'Inocenti torna a salire di categoria per poi seguire nuovamente le sorti dei viareggini l'anno successivo ancora in Serie D e chiudere definitivamente con il calcio giocato nel 1962.
Dell'Innocenti ha disputato 287 gare in Serie A segnando 1 rete, in occasione della sconfitta interna della Roma col Milan del 23 novembre 1947.
Dopo l'addio al calcio giocato intraprese la carriera di allenatore, iniziata proprio a Viareggio, per proseguire con Piombino, Forte dei Marmi e Camaiore. Ha inoltre avuto la soddisfazione di vincere il Seminatore d'Oro dilettanti dopo la promozione in Serie D con il Forte dei Marmi nel 1970.
È il nonno del calciatore Cesare Gianfranco Rickler Del Mare, che ha anch'egli militato in Serie A con le maglie del Chievo e del Bologna.

## Statistiche

### Statistiche da allenatore
In grassetto le competizioni vinte.
| Stagione          | Squadra           | Campionato        | Campionato | Campionato | Campionato | Campionato | Totale | Totale | Totale | Totale | % Vittorie | Piazzamento |
| Stagione          | Squadra           | Comp              | G          | V          | N          | P          | G      | V      | N      | P      | % Vittorie | Piazzamento |
| ----------------- | ----------------- | ----------------- | ---------- | ---------- | ---------- | ---------- | ------ | ------ | ------ | ------ | ---------- | ----------- |
| 1963-1964         | Colleferro        | D                 | 34         | 13         | 9          | 12         | 34     | 13     | 9      | 12     | 38,24      | 9º          |
| 1964-1965         | Colleferro        | D                 | 34         | 12         | 8          | 14         | 34     | 12     | 8      | 14     | 35,29      | 10º         |
| 1965-1966         | Colleferro        | D                 | 34         | 12         | 8          | 14         | 34     | 12     | 8      | 14     | 35,29      | 10º         |
| Totale Colleferro | Totale Colleferro | Totale Colleferro | 68         | 38         | 16         | 18         | 102    | 37     | 25     | 40     | 36,27      |             |

## Palmarès

### Giocatore

#### Competizioni nazionali
- Serie D: 1

Viareggio: 1959-1960

### Allenatore

#### Competizioni nazionali
- Serie D: 1

Viareggio: 1959-1960 (girone D)

#### Competizioni regionali
- Promozione: 1

Forte dei Marmi: 1969-1970